# FK Kyzyljar Petropavl
Maillots
Le Kyzyljar Petropavl Fýtbol Klýby (en kazakh : Қызылжар Петропавл футбол клубы, transcription en français : Qyzyljar Petropavl Foûtbol Kloûby), plus couramment abrégé en Kyzyljar Petropavl, est un club kazakh de football fondé en 1968 et basé dans la ville de Petropavl.

## Historique
- 1968 : fondation du club sous le nom de Avangard Petropavlovsk
- 1970 : le club est renommé Metallist Petropavlovsk
- 1979 : le club est renommé Avangard Petropavlovsk
- 1990 : le club est renommé Metallist Petropavl
- 1998 : le club est renommé Iesil Petropavl
- 1999 : le club est renommé Aksess-Iesil Petropavl
- 2000 : le club est renommé Iesil-Bogatyr Petropavl
- 2008 : le club est renommé Kyzyljar Petropavl

## Bilan sportif

### Palmarès
| Compétitions nationales                        |
| ---------------------------------------------- |
| - Coupe du Kazakhstan : - Finaliste : 1999-00. |

### Bilan par saison
Légende
- Vainqueur de la compétition
- Vice-champion ou finaliste de la compétition
- Troisième de la compétition
- Promotion en division supérieure
- Relégation en division inférieure

| Saison    | Championnat       | Championnat       | Championnat       | Championnat       | Championnat       | Championnat       | Championnat       | Championnat       | Championnat       | Championnat       | Coupe d'URSS        |
| Saison    | Division          | Pos               | Pts               | J                 | V                 | N                 | D                 | BP                | BC                | Diff              | Coupe d'URSS        |
| --------- | ----------------- | ----------------- | ----------------- | ----------------- | ----------------- | ----------------- | ----------------- | ----------------- | ----------------- | ----------------- | ------------------- |
| 1968      | 3e Kazakhstan     | 18e               | 25                | 40                | 7                 | 11                | 22                | 30                | 54                | -24               | —                   |
| 1969      | 3e Kazakhstan     | 16e               | 30                | 40                | 7                 | 16                | 17                | 21                | 49                | -28               | —                   |
| 1970      | 4e Kazakhstan     | 9e                | 28                | 30                | 10                | 8                 | 12                | 32                | 30                | +2                | —                   |
| 1971-1978 | Championnat local | Championnat local | Championnat local | Championnat local | Championnat local | Championnat local | Championnat local | Championnat local | Championnat local | Championnat local | Championnat local   |
| 1979      | 3e Zone 6         | 20e               | 17                | 40                | 5                 | 7                 | 28                | 23                | 83                | -60               | —                   |
| 1980      | 3e Zone 7         | 17e               | 24                | 38                | 6                 | 12                | 20                | 30                | 59                | -29               | —                   |
| 1981      | 3e Zone 7         | 13e               | 28                | 36                | 11                | 6                 | 19                | 35                | 64                | -29               | —                   |
| 1982      | 3e Zone 8         | 17e               | 21                | 36                | 9                 | 3                 | 24                | 25                | 68                | -43               | —                   |
| 1983      | 3e Zone 8         | 15e               | 20                | 32                | 8                 | 4                 | 20                | 27                | 54                | -27               | —                   |
| 1984      | 3e Zone 8         | 16e               | 17                | 32                | 4                 | 9                 | 19                | 32                | 63                | -31               | —                   |
| 1985-1987 | Club inactif      | Club inactif      | Club inactif      | Club inactif      | Club inactif      | Club inactif      | Club inactif      | Club inactif      | Club inactif      | Club inactif      | Club inactif        |
| 1988      | 3e Zone 8         | 16e               | 19                | 32                | 7                 | 5                 | 20                | 35                | 75                | -40               | —                   |
| 1989      | 3e Zone 8         | 16e               | 18                | 34                | 8                 | 2                 | 24                | 25                | 68                | -43               | —                   |
| 1990      | 4e Zone 8         | 12e               | 34                | 36                | 17                | 0                 | 19                | 42                | 46                | -4                | —                   |
| 1991      | 4e Zone 8         | 8e                | 39                | 36                | 16                | 7                 | 13                | 57                | 50                | +7                | —                   |
| Saison    | Championnat       | Championnat       | Championnat       | Championnat       | Championnat       | Championnat       | Championnat       | Championnat       | Championnat       | Championnat       | Coupe du Kazakhstan |
| Saison    | Division          | Pos               | Pts               | J                 | V                 | N                 | D                 | BP                | BC                | Diff              | Coupe du Kazakhstan |
| 1992      | 1re               | 19e               | 32                | 32                | 12                | 8                 | 12                | 35                | 37                | -2                | Seizièmes de finale |
| 1992      | 1re               | 19e               | 32                | 32                | 12                | 8                 | 12                | 35                | 37                | -2                | Seizièmes de finale |
| 1993-1997 | Club inactif      | Club inactif      | Club inactif      | Club inactif      | Club inactif      | Club inactif      | Club inactif      | Club inactif      | Club inactif      | Club inactif      | Club inactif        |
| 1998      | 2e                | 4e                | 2                 | 4                 | 0                 | 2                 | 2                 | 1                 | 4                 | -3                | —                   |
| 1999      | 1re               | 2e                | 37                | 30                | 23                | 3                 | 4                 | 56                | 19                | +37               | —                   |
| 2000      | 1re               | 2e                | 74                | 28                | 24                | 2                 | 2                 | 59                | 10                | +49               | Finale              |
| 2001      | 1re               | 3e                | 69                | 32                | 21                | 6                 | 5                 | 51                | 16                | +35               | Demi-finales        |
| 2001      | 1re               | 3e                | 69                | 32                | 21                | 6                 | 5                 | 51                | 16                | +35               | Quarts de finale    |
| 2002      | 1re               | 9e                | 37                | 32                | 10                | 7                 | 15                | 31                | 35                | -4                | Huitièmes de finale |
| 2003      | 1re               | 11e               | 36                | 32                | 10                | 6                 | 16                | 42                | 53                | -11               | Demi-finales        |
| 2004      | 1re               | 6e                | 59                | 36                | 18                | 5                 | 13                | 53                | 40                | +13               | Huitièmes de finale |
| 2005      | 1re               | 7e                | 48                | 30                | 15                | 3                 | 12                | 38                | 25                | +13               | Quarts de finale    |
| 2006      | 1re               | 12e               | 33                | 30                | 8                 | 9                 | 13                | 20                | 37                | -17               | Huitièmes de finale |
| 2007      | 1re               | 11e               | 37                | 30                | 8                 | 13                | 9                 | 24                | 28                | -4                | Huitièmes de finale |
| 2008      | 1re               | 13e               | 24                | 30                | 4                 | 12                | 14                | 21                | 42                | -21               | Quarts de finale    |
| 2009      | 1re               | 14e               | 31                | 32                | 8                 | 10                | 14                | 38                | 54                | -16               | Huitièmes de finale |
| 2010      | 2e                | 10e               | 46                | 34                | 14                | 4                 | 16                | 44                | 57                | -13               | Seizièmes de finale |
| 2011      | 2e                | 7e                | 32                | 32                | 14                | 3                 | 15                | 48                | 44                | +4                | Huitièmes de finale |
| 2012      | 2e                | 11e               | 40                | 30                | 11                | 7                 | 12                | 36                | 43                | -7                | Seizièmes de finale |
| 2013      | 2e                | 4e                | 65                | 34                | 20                | 5                 | 9                 | 52                | 35                | +17               | Seizièmes de finale |
| 2014      | 2e                | 9e                | 37                | 28                | 12                | 1                 | 15                | 41                | 45                | -4                | Huitièmes de finale |
| 2015      | 2e                | 4e                | 46                | 24                | 14                | 4                 | 6                 | 41                | 19                | +12               | Seizièmes de finale |
| 2016      | 2e                | 3e                | 51                | 28                | 14                | 9                 | 5                 | 45                | 25                | +20               | Quarts de finale    |
| 2017      | 2e                | 2e                | 44                | 24                | 13                | 5                 | 6                 | 37                | 22                | +15               | Huitièmes de finale |
| 2018      | 1re               | 11e               | 35                | 33                | 10                | 5                 | 18                | 27                | 48                | -21               | Huitièmes de finale |
| 2019      | 2e                | 1er               | 58                | 26                | 17                | 7                 | 2                 | 58                | 15                | +43               | Phase de groupes    |
| 2020      | 1re               | 9e                | 23                | 20                | 6                 | 5                 | 9                 | 15                | 24                | -9                | —                   |
| 2021      | 1re               | 4e                | 39                | 26                | 11                | 6                 | 8                 | 32                | 24                | +8                | Quarts de finale    |
| 2022      | 1re               | 10e               | 30                | 26                | 7                 | 9                 | 10                | 33                | 32                | +1                | Phase de groupes    |
| 2023      | 1re               | 5e                | 39                | 26                | 11                | 6                 | 9                 | 25                | 23                | +2                | Quarts de finale    |

### Bilan européen
Note : dans les résultats ci-dessous, le score du club est toujours donné en premier.
| Saison    | Compétition             | Tour             | Club          | Domicile | Extérieur | Total |
| --------- | ----------------------- | ---------------- | ------------- | -------- | --------- | ----- |
| 2022-2023 | Ligue Europa Conférence | Deuxième tour Q  | NK Osijek     | 1 - 2    | 2 - 0     | 3 - 2 |
| 2022-2023 | Ligue Europa Conférence | Troisième tour Q | APOEL Nicosie | 0 - 0    | 0 - 1     | 0 - 1 |

Légende
- Victoire ou qualification pour le tour suivant
- Match nul
- Défaite ou élimination de la compétition

## Personnalités du club

### Présidents du club
- Roman Arakelov
- Grigori Loria

### Entraîneurs du club
- Dmitri Ogaï (2000 - 2001)
- Vladimir Fomitchev
- Veaceslav Rusnac
- Ali Aliyev

## Logo du club

Logo entre 2000 et 2008
Logo depuis 2008